# Feijão com Arroz
Albums de Daniela Mercury
Música de Rua
(1994) Elétrica
(1998)
Feijão com Arroz est le quatrième album solo de Daniela Mercury, sorti en 1996 au Brésil et le 14 janvier 1997 aux États-Unis et en Europe.

## Liste des chansons
1. Nobre vagabundo (Márcio Mello)
2. Rapunzel (Alaim Tavares - Carlinhos Brown)
3. Minas com Bahia (Chico Amaral) Participation: Samuel Rosa
4. Feijão de corda (Ramon Cruz) Participation: Banda Bragadá
5. Você abusou (Jocafi - Antônio Carlos)
6. Dona Canô (Neguinho do Samba)
7. Bate couro (Alaim Tavares - Gilson Babilonia)
8. À primeira vista (Chico César)
9. Rede (Alaim Tavares - Gilson Babilonia)
10. Musa calabar (Guiguio)
11. Vai chover (Gustavo de Dalva - Boghan Costa)
12. Vestido de chita (Ivan Huol - Daniela Mercury)
13. Do carinho (Gustavo da Dalva - Boghan Costa)
14. Bandeira flor (Márcio Mello)
15. Vide Gal (Carlinhos Brown)
16. Usted Abusó (Você Abusou) (Jocafi - Antônio Carlos)
17. Ue Wo Muite Aruko (Sukiaky) (musique traditionnelle japonaise)